# ثيودور ميتز
ثيودور ميتز (بالإنجليزية: Theodore Metz)‏ هو ملحن أمريكي، ولد في 14 مارس 1848، وتوفي في 12 يناير 1936.

## وصلات خارجية
- ثيودور ميتز على موقع قاعدة بيانات برودواي على الإنترنت (الإنجليزية)
- ثيودور ميتز على موقع قاعدة بيانات برودواي على الإنترنت (الإنجليزية)
- ثيودور ميتز على موقع أول ميوزيك (الإنجليزية)
- ثيودور ميتز على موقع ديسكوغز (الإنجليزية)